# 9Muses S/S Edition
Albums de Nine Muses
Drama
(2015) Lost
(2015)
Singles
1. Hurt Locker
Sortie : 2 juillet 2015

9Muses S/S Edition est le quatrième mini-album (premier spécial summer) du girl group sud-coréen Nine Muses. Il est sorti le 2 juillet 2015 avec le titre promotionnel "Hurt Locker".

## Liste des titres
| No | Titre                            | Auteur                    | Producteur(s)                                 | Durée |
| -- | -------------------------------- | ------------------------- | --------------------------------------------- | ----- |
| 1. | MUSE                             |                           | E.One                                         | 1:01  |
| 2. | Hurt Locker (다쳐)               | E.One, Urban Cllasik      | Erik Lidbom, Anne Judith Wik, Herbie Crichlow | 3:26  |
| 3. | A (너란애)                       | E.One, 이유애린           | E.One                                         | 3:08  |
| 4. | Fancy (팬시)                     | 정창욱                    | 정창욱                                        | 3:07  |
| 5. | Yes or No                        | Boytoy, 를(LeL), 이유애린 | Boytoy, 를(LeL)                               | 3:30  |
| 6. | Hurt Locker (Instrumental; 다쳐) |                           | Erik Lidbom, Anne Judith Wik, Herbie Crichlow | 3:26  |